# If (Band)
If war eine britische Fusionband, die von John Mealing (Keyboards), Terry Smith (Gitarre), Jim Richardson (Bass),  Dick Morrissey (Saxofon, Querflöte), J. W. Hodkinson (Gesang, Percussion), Spike Wells (Schlagzeug) und Dave Quincy (Saxofon) 1969 in London gegründet wurde.
Mit ihrem ausgefeilten Jazzrock galten sie zunächst als Konkurrenten von Bands wie Blood, Sweat & Tears. Anders als ihren amerikanischen Konkurrenten gelang der Formation jedoch nie der große kommerzielle Durchbruch. Obgleich die Band mehrfach durch die USA und über den europäischen Kontinent tourte und im deutschen Beat-Club ebenso wie bei der BBC auftrat, löste sich die Band nach dem Album If4 / Waterfall vorübergehend auf. Smith und Quincy gründeten die Afrorock-Gruppe Zzebra. If wurde von dem Saxofonisten Dick Morrissey 1973 mit neuen Mitgliedern reformiert. In dieser Phase versuchte sich die Band  vergeblich durch verstärkte Rockbetonung einen neuen kommerziellen Markt zu erschließen. 1975 löste sich die Band endgültig auf.
Musiker aus den verschiedenen Phasen der Band waren später als Sessionmusiker in anderen Projekten tätig. Dick Morrissey spielte u. a. für Alexis Korner, Paul McCartney, Jon & Vangelis, Vangelis und im Jazzbereich, während Dennis Elliot 1976 mit ehemaligen Mitgliedern von Spooky Tooth und King Crimson mit großem Erfolg die US-Gruppe Foreigner formierte.

## Diskografie
- 1970 – If
- 1970 – If 2
- 1971 – If 3
- 1972 – If 4 / Waterfall
- 1973 – Double Diamond
- 1973 – Not Just Another Bunch of Pretty Faces
- 1974 – Tea Break Over Back on Your Heads
- 1995 – Forgotten Roads – The Best Of IF
- 1997 – Europe72 (Live)
- 2008 – What Did I Say About the Box Jack? Anthology 1970-1972
- 2010 – Fibonacci’s Number – More live IF
- 2016 – If 5
- 2022 – If Live at the BBC